# Malaisie péninsulaire
Ne doit pas être confondu avec Péninsule Malaise.

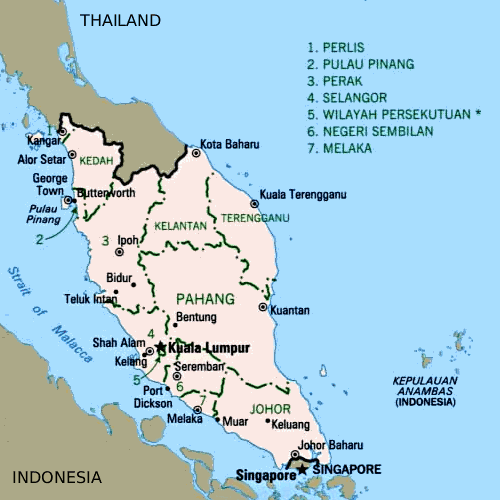
Carte de la Malaisie péninsulaire.

La Malaisie péninsulaire (ou Semenanjung Malaysia en malais) ou Malaisie occidentale est la partie de la Malaisie située sur la péninsule Malaise et englobant également les îles environnantes à celle-ci (dans ce cas, le terme de « péninsulaire » est ici impropre). Elle est limitée par la Thaïlande au nord. Au sud, un pont et une chaussée la relient à Singapour. La distinction entre Malaisie orientale et occidentale est significative au-delà de la géographie : des différences culturelles et légales existent.
Au sud-ouest du détroit de Malacca se trouve l'île indonésienne de Sumatra. La Malaisie orientale (sur l'île de Bornéo) est à l'est de la mer de Chine méridionale.

## Divisions administratives
- Région Nord : Perlis, Kedah, Penang, Perak
- Région Est : Kelantan, Terengganu, Pahang
- Région centrale : Selangor, Kuala Lumpur et Putrajaya
- Région Sud : Negeri Sembilan, Malacca, Johor

## Toponymie
La Malaisie péninsulaire est aussi connue sous les noms de Malaisie occidentale (Malaysia Barat) et de Malaya (Tanah Melayu).
Le terme Malaisie péninsulaire est plus utilisé que Malaisie occidentale ou Malaya (qui est devenu obsolète et lié à la dénomination de l'époque coloniale).
Cependant les trois termes sont synonymes. Malaya est toujours employé dans le nom de certaines institutions (par exemple High Court of Malaya, Université de Malaya, Malayan Railway, etc.). Jusqu'en 1946, le terme Malaya incluait aussi Singapour.